# Municipio de Santa Ana Maya
El Municipio de Santa Ana Maya es uno de los 113 municipios en que se encuentra dividido el estado mexicano de Michoacán de Ocampo. Se ubica en el extremo norte del estado, en los límites con Guanajuato, y su cabecera es el pueblo de Santa Ana Maya. Forma parte de la región socioeconómica 3-Cuitzeo del estado de Michoacán.

## Geografía
El municipio de Santa Ana Maya se encuentra en el norte del estado de Michoacán en la ribera norte del lago de Cuitzeo, tiene una extensión territorial de 102.25 kilómetros cuadrados y representa el 0.17 % de la superficie del Estado; sus coordenadas geográficas extremas son 19°57′-20°6′ de latitud norte y 100°58′-101°8′ de longitud oeste y su altitud fluctúa entre un máximo de 2200 y un mínimo de 1900 metros sobre el nivel del mar.
Limita al norte y al este con el estado de Guanajuato; al sur con el estado de Guanajuato y los municipios de Álvaro Obregón y Cuitzeo; y al oeste con el municipio de Cuitzeo y el estado de Guanajuato.

## Demografía
La población total del municipio de Santa Ana Maya es de 12 812 habitantes, lo que representa un crecimiento promedio de 0.16 % anual en el período 2010-2020 sobre la base de los 12 618 habitantes registrados en el censo anterior. Al año 2020 la densidad del municipio era de 123,1 hab/km².
| Gráfica de evolución demográfica de Municipio de Santa Ana Maya entre 2000 y 2020 |
|                                                                                   |
| Fuente: Instituto Nacional de Estadística Geografía e Informática                 |

En el año 2010 estaba clasificado como un municipio de grado bajo de vulnerabilidad social, con el 16.99 % de su población en estado de pobreza extrema.
La población del municipio está mayoritariamente alfabetizada (13.97 % de personas mayores de 15 años analfabetas al año 2010) con un grado de escolarización algo inferior a los 6 años. Solo el 0.11 % de la población se reconoce como indígena.
El 97.77 % de la población profesa la religión católica; el 1.24 % se adhiere a las iglesias protestantes, evangélicas y bíblicas.

### Localidades
En el censo de 2020 el municipio de Santa Ana Maya contaba con 21 localidades.
| Código INEGI    | Localidad                  | Población (2020) |
| --------------- | -------------------------- | ---------------- |
| 160780001       | Santa Ana Maya             | 7 220            |
| 160780004       | Huacao                     | 944              |
| 160780018       | San Rafael del Carrizal    | 879              |
| 160780020       | El Toronjo                 | 676              |
| 160780007       | La Lobera                  | 619              |
| 160780012       | Puerto de Cabras           | 478              |
| 160780017       | San Nicolás Cuiritzeo      | 367              |
| 160780013       | Rancho Nuevo               | 315              |
| 160780010       | Potzundareo                | 305              |
| 160780006       | La Ladera                  | 221              |
| 160780002       | Ejido San Rafael           | 202              |
| 160780015       | El Salto Uno               | 188              |
| 160780029       | El Salto Dos               | 152              |
| 160780003       | El Cuervo                  | 138              |
| 160780008       | Mesa Rica                  | 58               |
| 160780032       | Mujeres Ilustres de México | 22               |
| 160780027       | Las Delicias               | 10               |
| 160780022       | José Zavala                | 9                |
| 160780031       | El Mezquital               | 5                |
| 160780030       | Las Peñitas                | 2                |
| 160780033       | La Rinconada               | 2                |
| Total municipal | Total municipal            | 12 812           |

## Política
El gobierno del municipio le corresponde como en todos los municipios de México, al Ayuntamiento electo mediante voto universal, directo y secreto para un periodo de tres años no reelegibles para el periodo inmediato pero si de forma no continua y está conformado por el presidente municipal, un síndico y el cabildo integrado por siete regidores, cuatro electos por mayoría y tres por el principio de representación proporcional; todos comienzan a ejercer su cargo el día 1 de septiembre del año siguiente a su elección.

### Subdivisión administrativa
El gobierno interior de los municipios corresponde a los jefes de tenencia y a los encargados del orden que son electos por pleibiscito para un periodo de tres años, en Santa Ana Maya existe 1 jefatura de tenencia y 15 encargados de orden.

### Representación legislativa
Para la elección de diputados al Congreso de Michoacán y a la Cámara de Diputados, el municipio de Santa Ana Maya se encuentra integrado en los siguientes distritos electorales:
Local:
- Distrito electoral local 8 de Michoacán con cabecera en la ciudad de Tarímbaro.[14]

Federal:
- Distrito electoral federal 6 de Michoacán con cabecera en Ciudad Hidalgo.[15]

### Presidentes municipales
- (1999-2001): José López Zamudio
- (2002-2004): Laura Ojeda Calvillo
- (2005-2007): José Francisco Mendoza Gutiérrez
- (2008-2011): Antonio Sosa López
- (2011-2013): Ygnacio López Mendoza[16]
- (2013-2015): Fernando Mendoza López
- (2015-2018): María de Jesús López Parra
- (2018-2021): Juan Audiel Calderón
- (2021-2024): Omar Vega